# C17H22N4O
化学式C17H22N4O（摩尔质量 298.39 g/mol）可能指：
- 米那普林，CAS号：25905-77-5
- ho-3089，CAS号：693803-52-0

|  | 这个同类索引页列出了具有相同分子式的化学物（即同分異構體）条目。 除非您是有意链接至本页，否则应将相应条目的内部链接指向正确的条目。 |